# Америчка медицинска асоцијација
Америчка медицинска асоцијација (енгл. American Medical Association - AMA), основана 1847. и инкорпорирана 1897. године, највећа је асоцијација лекара, лекара и доктора остеопатске медицине, и медицинских студената у Сједињеним Државама.
Мисија ове организације је „промовисање вештине и науке медицине и побољшање јавног здравља”. Асоција објављује Journal of the American Medical Association (JAMA). Она исто тако објављује списак медицинских специјалности што је стандардни метод у САД за идентификацију лекара и специјалиста.